# Гнатко Дарина
Гнатко Дарина (творчий псевдонім Іргізової Юлії Геннадіївни) (*22 жовтня 1982, м. Кременчук, Полтавська область) — українська письменниця, живе і працює в місті Кременчук. Лауреатка диплому «Вибір видавця» конкурсу «Коронація слова» за роман «Катерина» (2015). «Золота письменниця України», лауреатка премії імені В.Баранова за роман «Лора. Історія одного божевілля».

## Життєпис
Народилася 22 жовтня 1982 року у місті Кременчук Полтавської області. Батьки Дарини розлучилися. Виховувала її мама — Лідія Олександрівна і бабуся — Єфросинія Макарівна, нащадок козацького роду. В 1999 році закінчила загальноосвітню школу № 26 м. Кременчук, після чого пішла працювати у сферу торгівлі. Неодружена. Співає в церковному хорі Свято-Троїцького храму міста Кременчук. Проводить зустрічі з читачами в бібліотеках.
Дарина Гнатко про псевдонім: «Перед конкурсом „Коронація слова“ ми радились із мамою — ким підписатися, адже там всі роботи приймаються лише під псевдонімами. Кожен твір іде під іншим ім'ям. У мене було два твори. Перший я підписала ім'ям прабабусі Олени Онищенко. А другий — Дарина Гнатко, неначе народилося із глибин. І коли уже випускали мій перший роман, мені зателефонували і перепитали, чи я не проти, щоб випускали саме під цим ім'ям.»
2022 року письменниця потрапила у скандал зі своїм романом «Буча. Історія одного полону», видання якого зрештою скасували після хвилі критики через спекуляцію на чутливій темі. 

## Творчість
Ще з дитинства Дарина любила читати та писати. В юності захоплювалася класичною літературою. 2015 року за порадою мами відправила два романи на літературний конкурс «Коронація слова» й перемогла в номінації «Вибір видавця». Історія роду «Мазуревичі» увійшла до довгого списку «Книга року ВВС-2018». В 2021 році два романи Дарини Гнатко увійшли в 100 кращих українських книг сучасності в 6 жанрах. «Тінь аспида» — жанр «Українські книги про кохання». «Притулок семи вітрів» — жанр «Сучасна проза». 
У своїх романах поєднує історичні факти, народні традиції з містикою та детективними сюжетами. Дія багатьох творів відбувається у рідному Кременчуці або на Полтавщині.
Усі книги авторки друкувались у харківському видавництві «Клуб сімейного дозвілля».

## Відзнаки
Дарина Гнатко має низку нагород:
- Лауреатка диплому «Вибір видавця» конкурсу «Коронація слова» за роман «Катерина» (2015);
- Відзнака «Золотий письменник України» від «Коронація слова», 2021
- Переможниця Першого літературного конкурсу імені Віктора Баранова у номінації проза, з романом «Лора. Історія одного божевілля», 2021[9]

«Нагороди то приємність, та не головне. Головним для своєї праці письменника вважаю читацьку любов та визнання. Жодна премія не замінить мені вдячних та захоплених відгуків й очей читача.» — Дарина Гнатко